# Scarodytes malickyi
Scarodytes malickyi là một loài bọ cánh cứng trong họ Bọ nước. Loài này được Wewalka miêu tả khoa học năm 1977.